# Elaeniini
Elaeniini es una tribu de aves paseriformes de la familia Tyrannidae, cuyas especies se distribuyen ampliamente por el Neotrópico.

## Taxonomía
Los amplios estudios genético-moleculares realizados por Tello et al. (2009) descubrieron una cantidad de relaciones novedosas dentro de la familia Tyrannidae que todavía no están reflejadas en la mayoría de las clasificaciones. Siguiendo estos estudios, Ohlson et al. (2013) propusieron una nueva organización y división de la familia  Tyrannidae. Según el ordenamiento propuesto, la tribu Elaeniini permanece en Tyrannidae, en una subfamilia Elaeniinae Cabanis & Heine, 1859-60.

## Géneros
Según el ordenamiento propuesto, la presente tribu agrupa a los siguientes géneros:
- Elaenia
- Tyrannulus
- Myiopagis
- Suiriri
- Capsiempis
- Phyllomyias (el grupo de especies fasciatus, solamente parte de este género, considerado polifilético.[4]
- Phaeomyias
- Nesotriccus (provisoriamente)
- Pseudelaenia
- Mecocerculus leucophrys
- Anairetes
- Uromyias
- Polystictus
- Culicivora
- Pseudocolopteryx
- Serpophaga